# 帕敢
帕敢，又译帕甘，是缅甸克钦邦帕敢镇区下辖的一个镇。坐落于曼德勒以北350公里的乌尤河岸边，是世界最闻名的玉矿产地之一。该地区的翡翠玉石产量曾一度高达世界翡翠玉石产量的95%。
2011年，克钦独立军与缅甸陆军在玉矿场周围发生激战，约90,000名平民被撤离，数百人死伤。
2000年起，帕敢的玉石矿区已发生多起塌方事故。

## 政治经济
帕敢地区矿石开采时间早，在明代已有开采翡翠冲积砂矿的历史。
近代以来，该地区兴起了酒馆、鸦片馆、赌场和妓院等产业。在自克钦独立军接管帕敢以后，街头不再公开销售海洛因。地方政府采取了激进的禁毒政策，将吸毒者与贩毒者抓到乌尤河边枪决，弃尸于河中。
因采矿活动而带来的森林砍伐造成了山体滑坡等自然灾害。乌露河（Uru River，又译雾露河）也受到了因随意倾倒泥土而造成的影响。伴随着大量采矿公司的到来，当地居民也被迫离开家园。
20世纪90年代初，克钦独立军与缅甸军政府达成停火协议，失去了对玉石矿场的控制权。随后来自中国大陆、香港和新加坡的公司在获得政府的特许后开始在该地区经营。然而最近，采矿合同落入著名缅族大亨岱扎的图集团以及缅甸达贡有限公司（Myanmar Dagaung Co Ltd）囊中。缅甸达贡有限公司为佤邦联合軍领导人、前毒枭魏学刚的宏邦集团（Hong Pang Group）子公司。在与缅甸政府签署停火协议后，魏学刚便开始从商。
克钦独立组织前主席穆然布朗森（1976年起任职，卒于1994年）于1930年出生于帕敢。

## 矿业问题
截至2009年，在帕敢地区经营的玉矿企业约有一百家。根据在中缅边境活动的克钦环境组织声称，帕敢居民曾要求矿业公司停止在乌露河附近倾倒废料、避免环境破坏，但这些公司由于享有政府的支持而忽视居民的投诉。
帕敢地区曾发生多宗矿难事故：
- 2000年，乌露河洪水泛滥，涌入地下矿井造成约1000名矿工溺斃，但据当地人士透露，当时的消息被当局封锁。[12]
- 2008年除夕，帕敢一所属于昂坎替（英语：Aung Kham Hti）领导的巴欧民族军（PNA）的Gyi矿场发生爆炸，造成2死7伤。[12]
- 2015年11月22日发生的玉矿场矿难（英语：Hpakant jade mine disaster），造成一百多人死亡。大多数遇害人员都是在废料堆中捡寻残留玉石的附近居民。[13]
- 2020年7月2日，发生2020年缅甸翡翠矿区塌方事故，导致至少有168人丧生。[14][15]
- 2023年8月16日，帕敢玉石矿再次发生山体滑坡，35名工人被冲入悬崖下的湖中，已造成33死。[16]
- 2025年1月13日，帕敢玉石矿区一个泥潭发生坍塌，致12人死亡。[17]